# Anolis benedikti
Espèce
Synonymes
- Norops benedikti (Lotzkat, Bienentreu, Hertz & Köhler, 2011)

Anolis benedikti est une espèce de sauriens de la famille des Dactyloidae. 

## Répartition
Cette espèce se rencontre au Panama et au Costa Rica dans la cordillère de Talamanca.

## Description
Norops benedikti mesure, queue non comprise, jusqu'à 48,6 mm pour les mâles et 48,1 mm pour les femelles.

## Étymologie
Cette espèce est nommée en référence à Benedikt Stökl  en reconnaissance de sa participation financière au travers de l'initiative BIOPAT.

## Publication originale
- Lotzkat, Bienentreu, Hertz & Köhler, 2011 : A new species of Anolis (Squamata: Iguania: Dactyloidae) formerly referred to as A. pachypus from the Cordillera de Talamanca of western Panama and adjacent Costa Rica. Zootaxa, no 3125, p. 1–21.